# Jane Fostin
Jane Fostin, née le 27 décembre 1973 à Basse-Terre en Guadeloupe, est une chanteuse française, ancienne membre du groupe Zouk Machine.

## Biographie
Née à Basse-Terre, en Guadeloupe, le 27 décembre 1973 d'un père musicien dans une famille de sept enfants, Jane Fostin grandit dans le domaine de la musique. Durant son adolescence, elle se fait remarquer par sa voix extraordinaire. Elle est intégrée comme choriste dans certains groupes locaux.
Elle commence sa carrière en 1986 au sein du groupe Les Aiglons

### 1988-1995: Zouk Machine
Jane intègre le groupe Zouk Machine en 1988, en remplacement de Joelle Ursull.
Elle enregistre avec le groupe, la chanson qui reste, à ce jour, le Zouk le plus vendu de tous les temps et l'un des plus grands succès de la musique en France, Maldòn (la musique dans la peau). Sortie en single chez BMG/Ariola le 18 mai 1990, la chanson restera 9 semaines no 1 du Top 50 des meilleures ventes de singles en France, 6 semaines no 2 de juin à octobre 1990 et sera certifié disque de platine avec plus d'un million d'exemplaires. L'album Maldòn sera certifié disque de platine.
Suivront plusieurs autres succès, Ou ké Rivé (no 28), Saké Cho (no 9), DJ (no 31).BMG sortira en 1995 un florilège des meilleures chansons du Groupe.
Elle assura, avec ses choristes, quelques concerts en Europe au nom du groupe.
Après l'échec de l'album Clin d’œil en 1994 et des singles qui en découle (A.C et Komann) ainsi qu'une période de flottement, elle quitte le groupe en 1995.

### Depuis 1995: carrière solo
En 1995, Jane décide de tenter une aventure musicale en solo sur le marché européen . Elle fait son entrée dans le monde de l'eurodance sous le pseudo de Cheyenne avec The Money Man. Ce single connaitra un certain succès et sera repris par de nombreuses compiles techno-dance. À la suite du succès du titre, un second single, Love Resurrection, est lancé (qui est en réalité une reprise d'Alyson Moyet, ex-chanteuse du Groupe YAZOO).
Toujours sous contrat avec BMG, Jane enregistre un premier titre R'n'B français en 1997, La Taille de ton amour qui se classera no 11 des ventes de singles en France avec plus de 250 000 singles vendus et un disque d'argent. Son premier album éponyme sur Arista/BMG, dans lequel on retrouve des chansons écrites pour elle par Diane Warren, Rick Nowels ou encore Eric Carmen et avec des duos avec Maxi Priest et Jean-Michel Rotin, sortira en 1997 et deux autres singles Je Prie Pour toi et L'amour t'aidera en seront extraits. Elle enregistrera à l'occasion d'un Taratata, un duo avec Lisa Stansfield sur la chanson de cette dernière, Changes. Lors d'un spécial Hit Machine, elle enregistre le titre Tandem de Vanessa Paradis avec Rudluck.
Elle prête sa voix à Disney pour Belle et la Bête 2 le temps d'une chanson, Tant qu'il y aura Noël. Elle participe ensuite en 1998 avec Arsenik et Stomy Bugsy au générique du film Trafic d'influence, le temps d'une reprise de On ira tous au paradis de Michel Polnareff.
Elle enregistre son deuxième album Vivre libre, alliance parfaite de la forme et du fond où s'enchaînent des ballades, des titres aux influences reggae, R'n'B et des up/tempos tels que les deux premiers singles Septième ciel, no 1 dans les radios/charts, et surtout Je veux vivre, véritable perle pop composée par les producteurs de Cher, propulsée au sommet des charts ventes et radios. En prime, un clip filmé et réalisé par Jean-Claude Flamand.
Le 1er single extrait de l'album, 7e ciel sera l'une des chansons les plus diffusées pendant l'été 1999 et le second Je veux vivre atteindra la 31e place des meilleures ventes en France.
Après quelques années d'absence, un prix SACEM en Guadeloupe de la meilleure interprète de l'année en 2002, elle revient en 2005 avec un nouvel album Alibi.
Cet album aux couleurs chaudes et multiples, reprend les différents thèmes musicaux qui ont influencé Jane tout au long de sa carrière. Alibi sera l'occasion pour elle de retrouver Christiane et Dominique, membres de son ancien groupe Zouk Machine pour une reprise d'une chanson du groupe Nostalji A Lanmou. Le single Pas de glace, en duo avec Medhy Custos, est l'un des titres les plus diffusés pendant l'été 2005. Sera extrait de cet album, un deuxième single avec Dis-moi pourquoi, l'une des chansons les plus diffusées[réf. nécessaire] au second semestre 2005 dans la Caraïbe.
L'été 2006 marque le retour de Jane sur la scène nationale, à la publication de son duo avec Medhy Custos, Pas de glace.
Jane passe les six derniers mois de l'année 2006 à peaufiner les enregistrements de l'album Éclipse, qui dévoile les contours que Jane aimerait « dessiner » pour permettre à la musique caribéenne une tout autre évolution. Avec un public renouvelé en quête d'identité et de personnalités, et un genre musical en pleine mutation ouvert aux influences d'autres horizons, la scène caribéenne retrouve en 2007 la force qui faisait d'elle comme le disait Miles Davis, « la seule musique capable de rivaliser en émotion avec le blues ou le jazz ». Avec cet album, Jane s'inscrit comme l'ambassadrice de cette nouvelle aventure musicale. Eclipse propose en 15 chansons un voyage au centre des Caraïbes modernes et dans un mélange de R'n'B, reggaeton, ragga, dance-hall, et de zouk. Elle reçoit le Césaire du meilleur duo de l'année et sort deux autres singles, L'histoire d'une fille et Just the Two of Us en duo avec Leee John du groupe Imagination. L'album Eclipse se retrouve aux premières places des meilleures ventes Musiques du monde en 2008.
Elle enregistre en 2010 le single Encore Avec Toi et en septembre 2011 sort chez Future Play/Universal, un duo avec Monday Justice, Ce Soir.
Le 11 juillet 2012, elle publie le single Tout Va Vite.